# Queluz
Queluz je město v metropolitní oblasti Lisabon v Portugalsku. Je známý díky stejnojmennému paláci z 18. století, který náležel portugalské královské rodině. Sídlí zde také mj. Portugalská škola jezdeckého umění.

## Dějiny

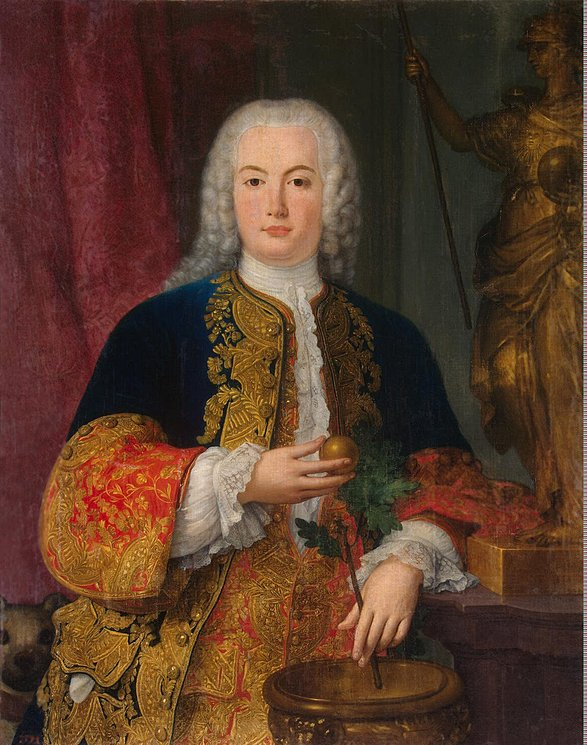
Portugalský král Petr III., stavebník národního paláce Queluz

Lidské osídlení této oblasti sahá až do pozdního neolitu nebo raného chalkolitu (mezi třetím a čtvrtým tisíciletím př. n. l.). Od 1. do 18. století byl region převážně zemědělský.
V 18. století získal panství v Queluzu infant Pedro z Braganzy (budoucí portugalský král Petr III.), a následně zde vystavěl lovecký zámeček. Po jeho sňatku s portugalskou královnou Marií I. byla stavba radikálně rozšířena na rokokový palác, dnes známý jako Národní palác Queluz.
Po přesunu portugalského královského dvora do Queluzu za vlády královny Marie I. a krále Petra III. si v této oblasti zřídila svá sídla a paláce řada členů portugalské šlechty.

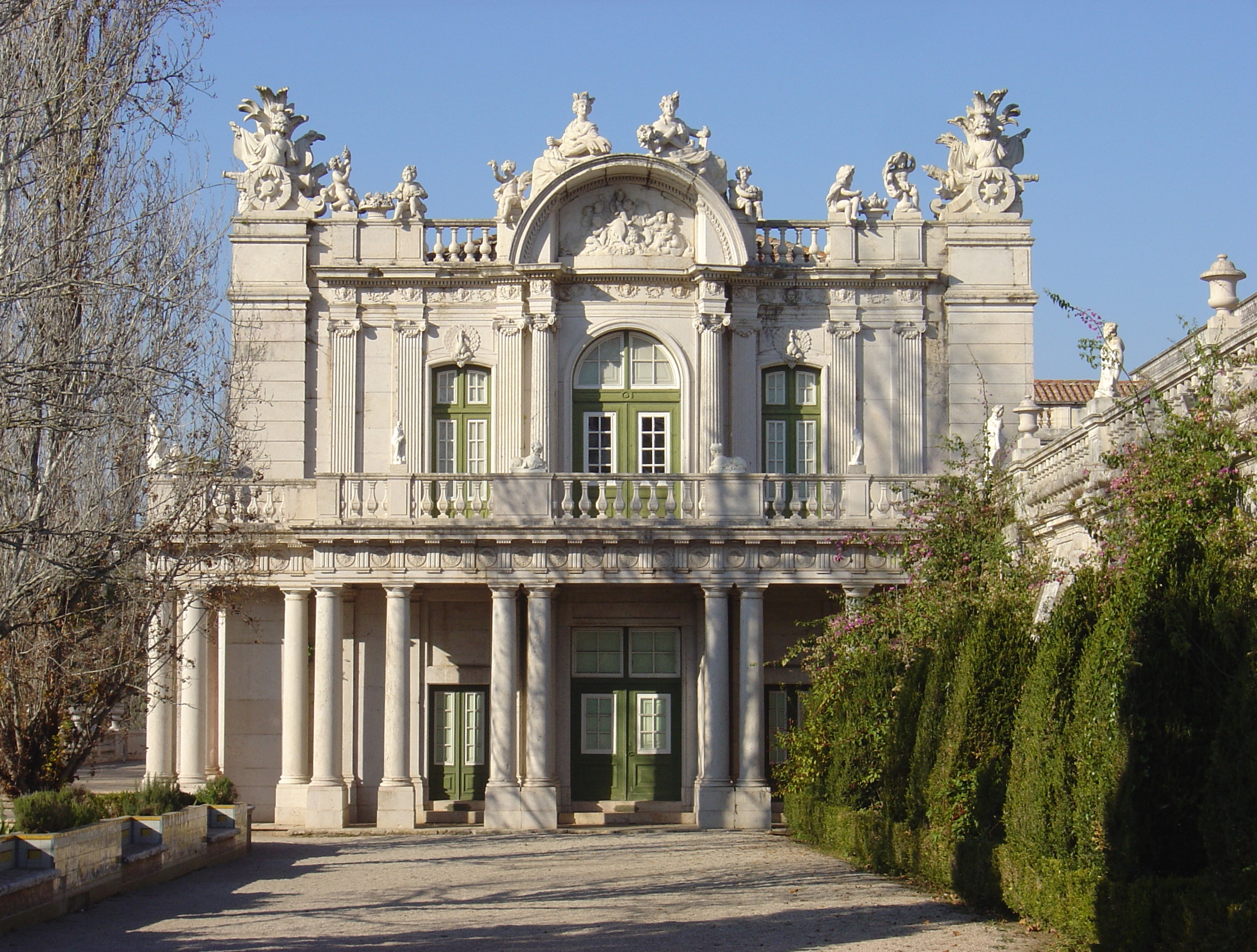
Portugalská škola jezdeckého umění

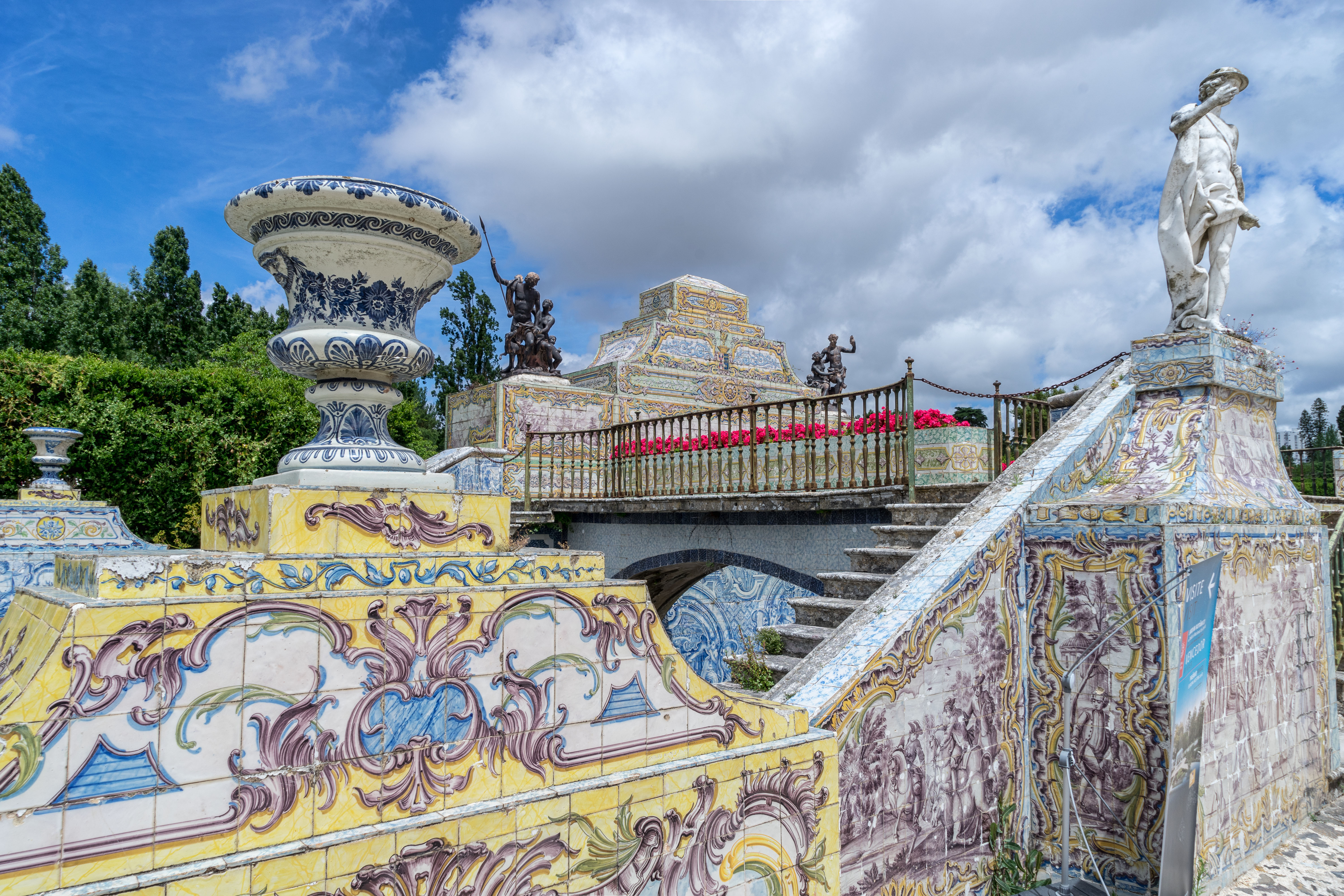
Queluz je známý svými zahradami

## Osobnosti
- Petr IV. Portugalský (12. října 1798, Queluz – 24. září 1834, Queluz), syn Jana VI. Portugalského a Šarloty Španělské se stal portugalským králem Petrem IV.; zakladatel a první vládce Brazilského císařství
- Michal I. Portugalský (26. října 1802, Queluz – 14. listopadu 1866, Bronnbach, Bádenské velkovévodství), portugalský král v letech 1828 až 1834. Vzpurný mladík, který se nakonec zmocnil trůnu své neteře Marie II. Portugalské, a vyvolal tak liberální války se svým bratrem Petrem IV. Portugalským.
- António José Enes (15. srpna 1848, Lisabon – 6. srpna 1901, Queluz), novinář, dramatik, knihovník, ministr, koloniální správce a diplomat, který pracoval pro několik novin/časopisů a je autorem kontroverzního antiklerikálního dramatu „Os Lazaristas“. V obavě, že Portugalsko bude absorbováno Španělskem, obhajoval koncept „Spojených států evropských“.